# Serdobsk
Serdobsk è una città della Russia europea centrale (oblast' di Penza), situata sul versante occidentale delle alture del Volga, sulle sponde del fiume Serdoba, 111 km a sudovest del capoluogo Penza; dipende amministrativamente dal distretto omonimo, del quale è capoluogo.

## Società

### Evoluzione demografica
Fonte: mojgorod.ru
- 1897: 12.700
- 1926: 18.700
- 1939: 12.800
- 1959: 26.100
- 1979: 39.900
- 1989: 43.500
- 2007: 35.400